# تراي هاردي
جيمس إدوارد «تراي» هاردي الثالث (بالإنجليزية: James Edward "Trey" Hardee III)‏ هو متسابق عشاري وسباعي أمريكي ولد في يوم 7 فبراير 1984 في مدينة برمنغهام في ولاية ألاباما في الولايات المتحدة، أبرز إنجازاته هو فوزه بالميدالية الفضية في دورة الألعاب الأولمبية الصيفية 2012 في لندن، كما فاز بالميدالية الذهبية في بطولة العالم لألعاب القوى 2009 في برلين و بطولة العالم لألعاب القوى 2011 في دايغو في كوريا الجنوبية.

## روابط خارجية
- تراي هاردي على موقع الاتحاد الدولي لألعاب القوى (الإنجليزية)
- تراي هاردي على موقع الاتحاد الأمريكي لسباقات المضمار والميدان (الإنجليزية)
- تراي هاردي على موقع الاتحاد الأمريكي لسباقات المضمار والميدان (الإنجليزية)
- تراي هاردي على موقع أوليمبيديا (الإنجليزية)
- تراي هاردي على موقع اللجنة الأولمبية والبارالمبية الأمريكية (الإنجليزية)